# Lynette Farmer
Lynette Farmer – australijska judoczka.
Brązowa medalistka mistrzostw Oceanii w 1983. Wicemistrzyni Australii w 1984, 1985 i 1986 roku.